# Hrabstwo Lincoln (Dakota Południowa)
Hrabstwo Lincoln (ang. Lincoln County) – hrabstwo w stanie Dakota Południowa w Stanach Zjednoczonych. Obszar całkowity hrabstwa obejmuje powierzchnię 578,59 mil² (1498,54 km²). Według szacunków United States Census Bureau w roku 2009 miało 41 218 mieszkańców.
Hrabstwo powstało w 1867 roku. Na jego terenie znajdują się następujące gminy (townships): Brooklyn, Dayton, Delapre, Delaware, Grant, Highland, La Valley, Lincoln, Lynn, Norway, Perry, Pleasant, Springdale.

## Miejscowości
- Canton
- Fairview
- Harrisburg
- Hudson
- Lennox
- Sioux Falls
- Tea
- Worthing